# Bruay-sur-l'Escaut
Bruay-sur-l'Escaut és un municipi francès, situat a la regió dels Alts de França, al departament del Nord. L'any 2006 tenia 11.551 habitants. Limita al nord amb Raismes, a l'est amb Anzin, al sud-est amb Valenciennes, al sud amb Saint-Saulve, al sud-oest amb Onnaing i a l'oest amb Escautpont.

## Demografia
| Evolució de la població INSEE i Cassini |       |       |       |       |       |       |       |       |
| 1793                                    | 1800  | 1806  | 1821  | 1831  | 1836  | 1841  | 1846  | 1851  |
| -                                       | 1 160 | 1 437 | 1 716 | 1 907 | 1 966 | 2 089 | 2 320 | 2 463 |

| 1856  | 1861  | 1866  | 1872  | 1876  | 1881  | 1886  | 1891  | 1896  |
| ----- | ----- | ----- | ----- | ----- | ----- | ----- | ----- | ----- |
| 2 635 | 3 060 | 3 251 | 3 870 | 4 392 | 4 549 | 4 778 | 4 934 | 6 053 |

| 1901  | 1906  | 1911  | 1921  | 1926  | 1931  | 1936  | 1946  | 1954   |
| ----- | ----- | ----- | ----- | ----- | ----- | ----- | ----- | ------ |
| 7 095 | 7 482 | 7 840 | 7 330 | 9 042 | 9 411 | 9 144 | 9 431 | 10 493 |

| 1962   | 1968   | 1975   | 1982   | 1990   | 1999   | 2006 | 2011 | 2016 |
| ------ | ------ | ------ | ------ | ------ | ------ | ---- | ---- | ---- |
| 12 168 | 12 546 | 12 207 | 11 810 | 11 771 | 11 828 | -    | -    | -    |

| 2019 | - | - | - | - | - | - | - | - |
| ---- | - | - | - | - | - | - | - | - |
| -    | - | - | - | - | - | - | - | - |

## Administració
| Període   | Identitat          | Partit |
| --------- | ------------------ | ------ |
| 1975-1988 | Berthe Manouvrier  | PCF    |
| 1988-     | Jacques Marissiaux | PS     |

## Agermanaments
- Waltershausen